# Charles Aston Key
Pour les articles homonymes, voir Key.
Charles Aston Key, né en 1793 et mort en 1849, est un chirurgien anglais.

## Biographie
Charles Aston Key naît le 6 octobre 1793 à Southwark.
Élève d'Astley Cooper, il fait avec lui un cours d'anatomie à l'hôpital Saint-Thomas, puis avec Morgan un cours de chirurgie à Guy's Hospital. Son principal ouvrage est : A Short Treatise on the Section of the Prostate Gland in Lithotomy (Londres, 1824).
Il meurt le 23 août 1849 à Londres.